# Sarata (Wyschnyzja)
Sarata (ukrainisch und russisch Сарата, rumänisch Sărata) ist ein Dorf in den Ostkarpaten im Süden der ukrainischen Oblast Tscherniwzi mit etwa 90 Einwohnern (2006).
Das Bergdorf liegt in 1182 m Höhe im Südosten der historischen Landschaft Bukowina nahe der ukrainisch-rumänischen Grenze. Der Ort liegt in Pokutien und befindet sich 52 km südlich vom ehemaligen Rajonzentrum Putyla. Durch das Dorf fließt der 15 km lange Sarata-Bach, ein Nebenfluss des Bilyj Tscheremosch. Westlich vom Dorf liegt mit dem 1766,5 m hohen Hnatassja der südlichste Berg der ukrainischen Karpaten.
Am 26. Januar 2017 wurde das Dorf ein Teil der neu gegründeten Landgemeinde Seljatyn im Rajon Putyla, bis dahin gehörte es zur Landratsgemeinde Schepit im Süden des Rajons.
Seit dem 17. Juli 2020 ist der Ort ein Teil des Rajons Wyschnyzja.